# Euglossa samperi
Euglossa samperi là một loài Hymenoptera trong họ Apidae. Loài này được Ramírez mô tả khoa học năm 2006.